# Neßlegg
Neßlegg (teilweise auch Nesslegg geschrieben) ist ein Ortsteil der Gemeinde Schröcken im österreichischen Bundesland Vorarlberg. Der Ortsteil ist mit einer durchschnittlichen Lage auf 1500 m ü. A. der höchstgelegene dauerhaft bewohnte Teil Schröckens und liegt am Fuße des Hochtannbergs gerade noch im Tal der Bregenzer Ach bzw. des Seebachs und damit im Bregenzerwald. Historisch gehört der Ortsteil ebenso wie Schröcken selbst und die nur wenige Kilometer entfernte zur Nachbargemeinde Warth gehörende Siedlung Hochkrumbach zum Tannberg. Heute liegt Neßlegg direkt an der Landesstraße Bregenzerwaldstraße (L 200) Richtung Hochtannbergpass und Warth westlich oberhalb des Ortskerns von Schröcken. 

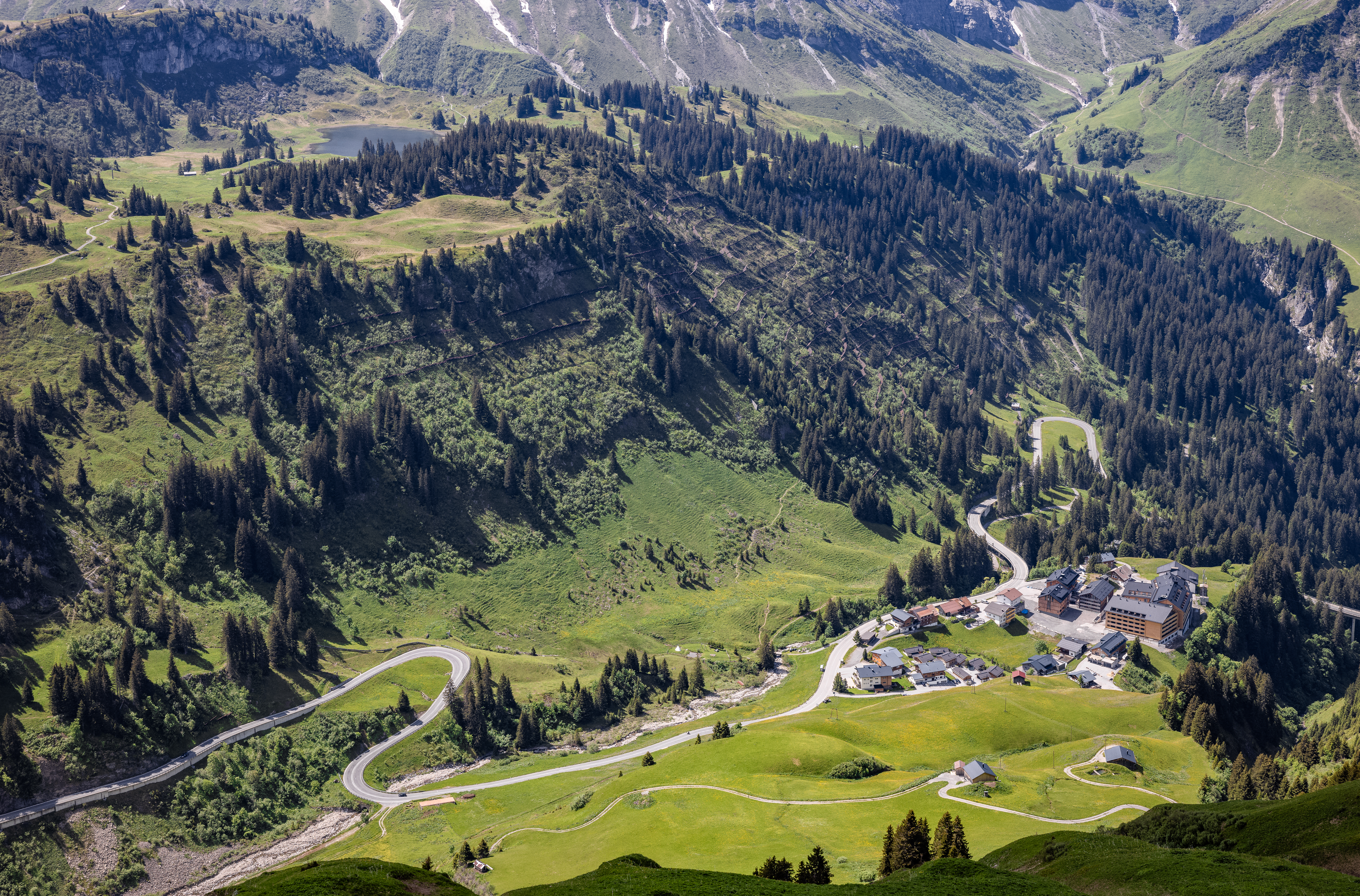
Luftbildansicht von Neßlegg von Norden aus, im Bildhintergrund der Körbersee

Erstmals erwähnt wurde das von den Walsern besiedelte Neßlegg im Jahr 1489 im Jahrzeitbuch der Pfarre Lech als nesselögke. Dieser alte Flurname wird abgeleitet vom starken Bestand an Brennnesseln sowie der Form der Erhebung, auf der sich der Ortsteil befindet. Für das Jahr 1666 sind für den Urhof (Berghof, heute Neßlegg 35) 3–12 Bewohner angegeben. 1991 wurde die Zahl der Einwohner der Handvoll Häuser in Neßlegg mit 12 bis 46 dokumentiert.
Heute ist der kleine Ortsteil hauptsächlich touristisch geprägt, wobei der Wintertourismus im Zusammenhang mit dem angrenzenden Skigebiet Lech/Warth/Schröcken den Großteil der Ankünfte und Nächtigungen in Neßlegg ausmacht. In Neßlegg startet auch eine öffentliche Rodelbahn, die über die alte Hauptstraße talwärts ins Ortszentrum von Schröcken führt.